# Speedcore
Lo Speedcore è un genere di musica elettronica derivante dalla techno hardcore: è caratterizzato da un'estrema velocità e violenza: parte dai 300 bpm e arriva fino ai 599 bpm.
Nato nella seconda metà degli anni novanta, pochi anni dopo lo sviluppo dell'hardcore nei Paesi Bassi, ha avuto tra la fine degli anni 90 e la prima metà degli anni 2000 un discreto successo a livello di pubblico in Germania, Svizzera, Paesi Bassi e anche in Italia. Attualmente è quasi totalmente scomparsa, suonato per di più a piccoli rave party che si svolgono in industrie o edifici abbandonati, oppure particolari location, come spesso succede in Europa e parte dell'Australia e degli Stati Uniti d'America. Solo saltuariamente nei grossi festival olandesi di musica elettronica vengono chiamati DJ speedcore.
Dal 2016, complice l'aumento in generale dei Bpm nell'hardcore mainstream (cosiddetto "mainstyle") anche in Italia si sta avendo una piccola rinascita del genere con party dedicati al genere e al ritorno di alcuni vecchi Dj. In Olanda nei Festival la sala "terror" è tornata a essere una presenza quasi fissa.

## Caratteristiche
Lo speedcore può presentare influenze che possono variare dall'hardcore punk alla drum and bass, comunque mantenendo una ritmica molto veloce e violenta. Nella maggior parte delle produzioni, le tonalità sono molto dure, taglienti e oscure. Molto spesso non sono presenti neanche le melodie e la traccia si basa solo sui bassi ed effetti sonori. Per quanto riguarda le voci, spesso sono registrate urlando al microfono o campionate dalle scene più spinte o violente di qualche film. Solitamente I temi trattati sono appunto la violenza, lo sfogo, il compimento di azioni illegali o inni alla ribellione di massa.
Gli strumenti che caratterizzano questo genere sono: batteria elettronica (sintetizzata tramite trigger) fortemente distorta (di solito viene usata la TR-909 della Roland come base), tracce breakbeat sample, chitarre elettriche distorte (spesso campionate da pezzi di gruppi metal).
Negli ultimi anni, tuttavia, con l'avvento dei sequencer e l'evoluzione di software musicali automatizzati sempre più evoluti, buona parte delle tracce è prodotta in casa o in piccoli studi, con il supporto di un solo computer correlato a una scheda audio dedicata di buona qualità e una discreta abilità. Un tracker largamente utilizzato oggigiorno per produrre speedcore è, per esempio, Renoise: un'evoluzione di Fast Tracker, usato fino alla fine degli anni novanta.

## Etichette discografiche
Le etichette meglio conosciute sono la Masters of Speedcore, Cerebral Destruction - Shit And Noize Art, Noistorm, Head Fuck (Italia), Analphabetik (Italia), Speedcore Italia, Special Forces, United Speedcore Nation (Germania), Bloody Fist (Australia), TerrorNoize Industry (Svizzera), Industrial Strength (USA), Canadian Speedcore Resistance (Canada) e si aggiungono anche le Net Label come Speedcore Worldwide e Splitterblast e la polacca Splitterkor Rekords Dziwko!!! (SKRD!!!).

## Artisti di fama
Gli artisti Speedcore non sono molto famosi ma all'interno del loro genere possono essere paragonati a una reliquia. Difficile dire i più famosi artisti Speedcore al mondo: in Olanda il più famoso è Dj Noisekick insieme Akira e Drokz: questi ultimi sono famosi anche nel panorama Techno Hardcore visto che sono spesso presenti nei festival più importanti. 
In Germania ci sono molti nomi minori, soprattutto ex produttori dell'etichetta United Speedcore Nation, su tutti Gabba Front Berlin (GFB), Speedcore Front Ost Berlin (SFOB) e Qualkommando.
In Svizzera Jesse James è stato uno dei primi dj a proporre con successo questo genere e ancora adesso è attivo.
In Polonia Loffciamcore fondatore della SKRD!!!, The M.S.P. produttore speedcore, Diabarha artista speedcore, splittercore ed extratone, tutti facenti parte della SKRD!!! (SplitterKore Records Dziwko!!!).
In Lituania M1dlet, produttore di speedcore nella metà degli anni 2000, ex membro del gruppo SKRD!!!, ora produce Uptempo a vari festival in Europa.
In Italia i dj di maggior successo sono stati il collettivo Milan Speedcore Project (scioltosi nel 2003), Frazzbass (ex MSP) e il produttore Komprex (semi-ritirato), le cui tracce sono state persino suonate da Aphex Twin. 
- The Destroyer: produttore italiano, propone spesso della Speedcore alla fine dei suoi set live.
Nekrosystem è attivo in Italia, Germania e Paesi Bassi ed è il fondatore dell'etichetta discografica Speedcore Italia (https://www.speedcoreitalia.com/). 
Mr Q8, di Milano, collabora con Nekrosystem all'interno dell'etichetta discografica Speedcore Italia, e suona principalmente a feste nei Paesi Bassi e in Germania.

Altri nomi del panorama italiano sono Devastation (anch'esso attivo all'interno di Speedcore Italia), Lk-47, Danny C, DJ Disturbed, MatchVill, Ralph Brown (incentrato solamente sull'Extratone),, Qualkommando, NoizeFucker, Rottencore, Rotello, KCMA & T-PLUS, HCM, DJ Kobe, Ezechiele, Dj NinetySix, OiraD, e tutto il gruppo dell'etichetta "NO NEW STYLE!!!" anche conosciuta come "NNS!!!".

## Varianti e stili
- Noisecore: È una variante più sperimentale che incorpora le caratteristiche del noise rock, costituita da suoni e rumori caotici che spesso non vanno a formare nessun tipo di melodia.[Il noisecore è un sinonimo di noise rock. Non può quindi essere un suo derivato.]
- Extratone: Il sottogenere più estremo della Speedcore, riconoscibile per via delle velocità portate oltre il limite (da 1000 BPM in su, fino a picchi di centinaia di migliaia di BPM) che lo rendono un genere sperimentale e "artistico" più che da ballo.
- Splittercore: Altro sottogenere estremo che oscilla tra i 600 e i 999 BPM, spesso accompagnati da sonorità brutali, cupe e tetre.
- Terror: Conosciuta anche con la variante americana Terrorcore e quella tedesca di Gabba si basa molto sulle casse, molto distorte, la possibilità di atmosfere tenebrose e claustrofobiche, e una velocità che oscilla tra i 200 e i 299 BPM.
- Doomcore: Presenta forti affinità con il doom metal per via della velocità ritmica rallentata e per l'atmosfera cupa. Talora può incorporare venature di dark ambient, generalmente oscilla tra i 125 e i 140 BPM.
- Frenchcore: Nato in Francia, reso celebre da Radium e diffuso in tutta Europa. È caratterizzato da sonorità "da rave" basate particolarmente sulla ritmica piuttosto che sulla melodia. Può avere influenze Industrial. I BPM partono da 170 fino ad arrivare a 240, quindi risulta una variante meno pesante rispetto ad altre.
- Trashcore: Da non confondere con il quasi omonimo genere hardcore punk (Thrashcore), rappresenta la commistione tra lo speedcore e l'old style hardcore.
- Uptempo: Variante veloce dell'harcore mainstream (Mainstyle).
- Supertone: Genere estremo dell'extratone,i BPM partono da 15.000 fino ad arrivare ad un massimo di 100.000
- Flashcore: Flashcore è uno stile IDM all'avanguardia caratterizzato da strutture ritmiche estremamente complesse, velocità intense che rispecchiano quella di Speedcore, sequenze beat in stile Extratone combinate con paesaggi sonori digitali duri e densamente strutturati. Questi aspetti, tra gli altri (uso pesante di Noise, tecniche di percussioni sperimentali, ecc.), rendono flashcore impraticabile e altamente distinto tra i generi in cui è cresciuto, in particolare speedcore, breakcore.  Il termine è stato coniato da Laurent Mialon (alias La Peste) nei primi anni 2000 nel suo "Flashcore Manifesto". Citando i progressi moderni nella tecnologia informatica e il suo impatto sulla scena della musica elettronica, Mialon dichiara la sua nozione di Flashcore come "la concezione spaziale e temporale dei paesaggi aerei di cui gli "atomi sonici" sono controllati con l'obiettivo esclusivo di farci esplorare le nostre menti e percepire qualsiasi tipo di trascendenza. Per quanto riguarda l'energia atomica o l'azione farmacologica, stiamo raggiungendo un punto in cui è possibile provocare nano-interlezioni audio con alcuni grandi risultati per le menti." Con Flashcore, Mialon e altri pionieri del genere cercano una maggiore comprensione delle risposte psicologiche indotte attraverso composizioni elettroniche tecniche.  Molti artisti flashcore professano un'affinità per le tecniche di composizione moderna classica, un'influenza che è evidente nei loro progetti tecnici sonori, nell'uso della decomposizione acoumatica, nella sperimentazione del timbro e nell'approccio concettuale fisico/mentale. Altre tecniche di produzione flashcore includono panoramica rapida e non sincopromatica, collaging in stile microsound, manipolazione e inserimento di glitch, nonché l'uso di paesaggi sonori post-industriali.
- Hypertone: Inizia a 1.200.000 BPM e arriva all'infinito. Il genere è stato creato da Zustand D. con il brano "Introduxia Dimensii Hypertone" nel 2013. Il genere era quasi del tutto sconosciuto prima che Hylna e Darkblack XIII iniziassero a produrlo nel 2017. 1.200.000 BPM è x955 il BPM della famigerata canzone "Uranoid" di Diabarha. Hypertone è solitamente amplificato, poiché la sua frequenza supera la gamma dell'udito umano. Il tono deve essere amplificato per essere udibile.